# Edwina Findley
Edwina Findley, también conocida como Edwina Findley Dickerson (nacida el 30 de octubre de 1980), es una actriz estadounidense. Findley ha interpretado papeles recurrentes en los dramas televisivos de HBO The Wire (2003-2004) y Treme (2010-2013), y de 2014 a 2020 interpretó a Kelly Isaacs, uno de los personajes principales de la serie dramática de la Oprah Winfrey Network, If Loving You Is Wrong.
Findley recibió una nominación al Independent Spirit Award a la mejor actriz de reparto por su actuación en la película dramática de 2015, Free in Deed. También apareció en las películas Middle of Nowhere (2012), Insidious: Capítulo 2 (2013), Get Hard (2015) y Rogue Agent (2022).

## Vida personal
Findley nació en Washington D. C., y asistió a la Duke Ellington School of the Arts con la especialidad de teatro musical. Se graduó en la Escuela de Artes Tisch de  Universidad de Nueva York. En 2012, Findley se casó con Kelvin Dickerson. Ella es excompañera de habitación de la también actriz Viola Davis.

## Carrera
Comenzó su carrera actoral en teatro apareciendo en las obras Enrique IV, parte 1 y Eclipsed. En 2003, hizo su debut televisivo en el papel recurrente de la serie dramática de HBO The Wire. Más tarde apareció como actriz invitada en Law & Order, Law & Order: Trial by Jury, Conviction, New Amsterdam, y tuvo un papel recurrente en la telenovela diurna de ABC, One Life to Live en 2005. En 2011, también apareció en el papel recurrente de la serie de ABC, Brothers & Sisters. Findley tuvo el papel recurrente de Davina Lambreaux en la serie dramática de HBO, Treme, de 2010 a 2013. Coprotagonizó junto a Emayatzy Corinealdi y Lorraine Toussaint la película independiente de 2012 Middle of Nowhere escrita y dirigida por Ava DuVernay. También apareció en Sympathetic Details (2008), Red Tails (2012) e Insidious: Capítulo 2 (2013).

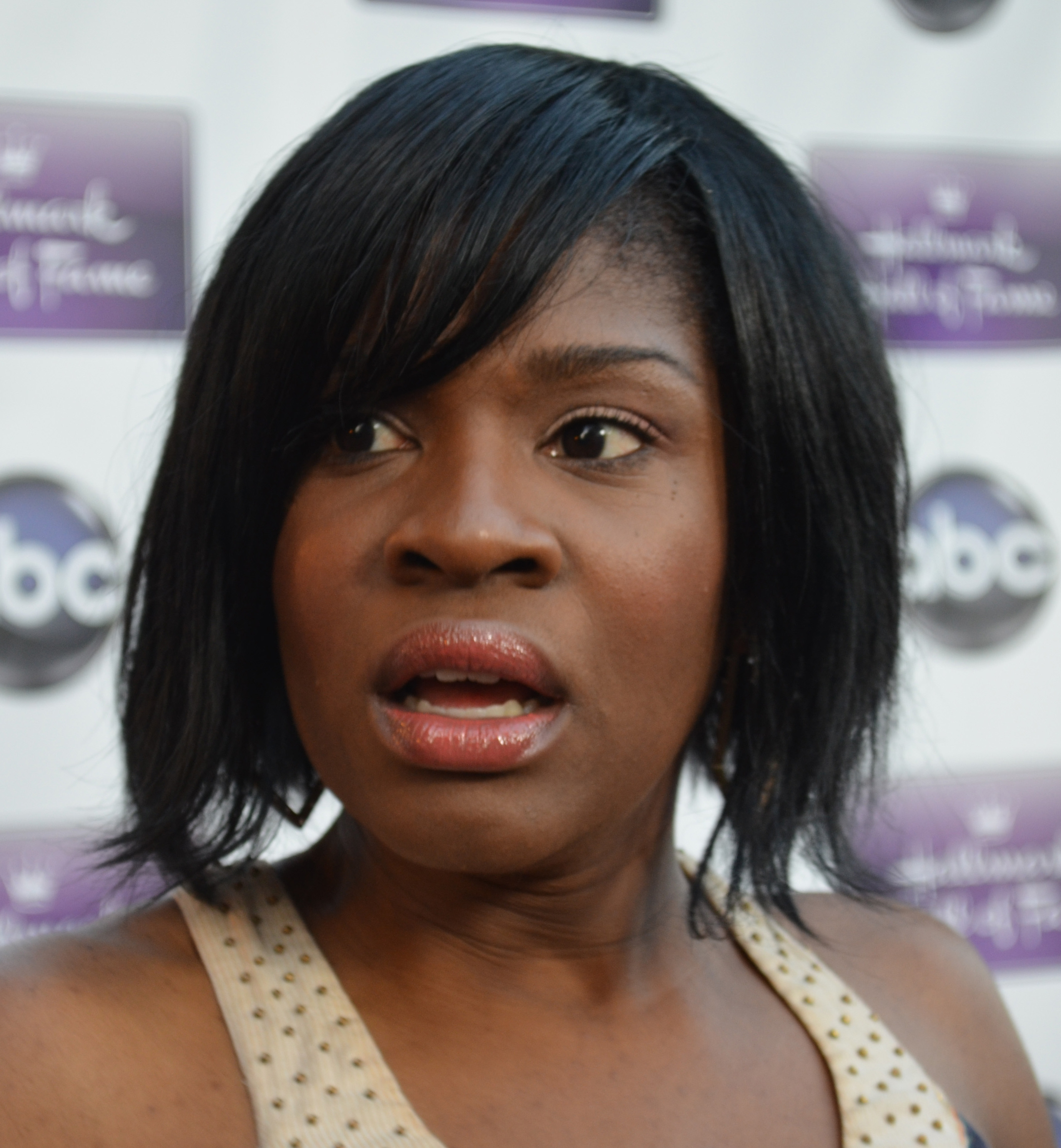
Findley en el estreno de Middle of Nowhere (2012).

En 2014, fue elegida como una de las protagonistas de la telenovela de máxima audiencia de la Oprah Winfrey Network, If Loving You Is Wrong, junto a Zulay Henao, Heather Hemmens, April Parker Jones y Amanda Clayton. La serie terminó en 2020 después de cinco temporadas y 102 episodios. En 2015, Findley interpretó el papel principal en la película independiente Free in Deed y el papel de la esposa del personaje de Kevin Hart en Get Hard, una película de comedia dirigida por Etan Cohen. En 2016, fue elegida para la serie evento de Fox Shots Fired, protagonizada por Sanaa Lathan y creada por Gina Prince-Bythewood. En 2017, fue elegida para Fear the Walking Dead de AMC y para la serie de superhéroes Black Lightning de The CW, interpretando a Tori Whale. En 2019, tuvo un papel recurrente en el drama médico de NBC, Chicago Med.
En 2019, Findley apareció en la película dramática Goldie dirigida por Sam de Jong y protagonizada por Slick Woods, y en la película independiente Same Difference protagonizada por Essence Atkins. En 2020, coprotagonizó junto a Brian Geraghty la película de drama criminal Blindfire. En 2022, apareció en el drama biográfico de misterio Rogue Agent, protagonizado por James Norton. En 2023, protagonizó la serie dramática de ciencia ficción de Amazon Prime Video, The Power. En 2023, fue elegida como una de las protagonistas de la serie de misterio y asesinato de Netflix, The Residence, estrenada en 2025, producida por Shondaland y protagonizada por Uzo Aduba.

## Filmografía

### Películas
| Year | Title                | Role                          | Notes                                                            |
| ---- | -------------------- | ----------------------------- | ---------------------------------------------------------------- |
| 2008 | Sympathetic Details  | Mona                          |                                                                  |
| 2012 | Red Tails            | CeCe                          | No acreditada                                                    |
| 2012 | Middle of Nowhere    | Rosie                         | Nominada – Black Reel Award for Best Ensemble                    |
| 2013 | Insidious: Chapter 2 | Enfermera Hillary             |                                                                  |
| 2015 | Get Hard             | Rita Lewis                    |                                                                  |
| 2015 | Free in Deed         | Melva Neddy                   | Nominada – Independent Spirit Award a la mejor actriz de reparto |
| 2015 | Where Children Play  | Gayle Mccain                  |                                                                  |
| 2019 | Goldie               | Janet                         |                                                                  |
| 2019 | Same Difference      | Janice                        |                                                                  |
| 2020 | Blindfire            | Rosie                         |                                                                  |
| 2022 | Rogue Agent          | Agente especial Sandy Harland |                                                                  |

### Televisión
| Year      | Title                      | Role                     | Notes                                          |
| --------- | -------------------------- | ------------------------ | ---------------------------------------------- |
| 2003-2004 | The Wire                   | Tosha Mitchell           | Papel recurrente (temporadas 2-3), 4 episodios |
| 2005      | N.Y.-70                    | Reggie 3's Widow         | Piloto de TV no vendido                        |
| 2005      | One Life to Live           | Nurse Messner            | Papel recurrente, 4 episodios                  |
| 2005      | Law & Order: Trial by Jury | Kim Evans                | Episodio: "The Line" (1x09)                    |
| 2005      | Angel Rodriguez            | Charlene                 | Película de TV                                 |
| 2006      | Conviction                 | Tina Brock               | Episodio: "Denial" (1x02)                      |
| 2006      | Law & Order                | Ali Hargis               | Episodio: "Public Service Homicide" (17x05)    |
| 2008      | New Amsterdam              | Tara Brown               | Episodio: "Keep the Change" (1x05)             |
| 2008      | Blue Blood                 | Rory's Girlfriend        | Piloto de TV no vendido                        |
| 2009      | Law & Order                | Detective Jasmine Burton | Episodio: "Anchors Away" (19x17)               |
| 2011      | Brothers & Sisters         | Jill                     | Papel recurrente (temporada 5), 4 episodios    |
| 2010–2013 | Treme                      | Davina Lambreaux         | Papel recurrente, 19 episodios                 |
| 2014      | Veep                       | Dee                      | Episodio: "Alicia" (3x03)                      |
| 2014–2020 | If Loving You Is Wrong     | Kelly                    | Personaje regular, 102 episodios               |
| 2016      | Second Sight               | Donna                    | Película de TV                                 |
| 2017      | Shots Fired                | Shirlane                 | Papel recurrente, 6 episodios                  |
| 2017      | Fear the Walking Dead      | Diana                    | Invitada especial (temporada 3), 2 episodios   |
| 2018      | Black Lightning            | Tori Whale               | Papel recurrente, 3 episodios                  |
| 2019      | Chicago Med                | Sydney Hawkins           | Papel recurrente, 3 episodios                  |
| 2023      | The Power                  | Helen                    | Personaje regular, 8 episodios                 |
| 2025      | La residencia              | Sheila Cannon            | Personaje regular                              |